# Peucedanum venetum
Peucedanum venetum är en växtart i släktet siljor (Peucedanum) och familjen flockblommiga växter. Den beskrevs av Kurt Sprengel som Selinum venetum, och fick sitt nu gällande namn av Wilhelm Daniel Joseph Koch 1836.
Arten är en perenn ört som förekommer i Sydeuropa, från östra Pyrenéerna över södra Alperna och Apenninerna.